# Félix Pifano
Félix Pifano Capdevielle (San Felipe, Yaracuy, Venezuela, 1 de mayo de 1912-Caracas, 8 de agosto de 2003) fue un médico e investigador venezolano, fundador del Instituto de Medicina Tropical de su país, decano de la facultad de medicina de la Universidad Central de Venezuela y laureado de la Academia Nacional de Medicina en París.

## Biografía
Félix Pifano nació del inmigrante italiano Carmelo Pifano y Josefina Capdevielle de padres franceses, en la ciudad de San Felipe, estado Yaracuy. Sus estudios de pregrado los realizó en el colegio yaracuyano "Montesinos" y terminando su bachillerato en el colegio "La Salle" de Barquisimeto por haber sido el primero cerrada por orden del entonces presidente de la República. Influenciado por profesores de biología, viaja a Caracas donde estudió medicina en la Universidad Central de Venezuela graduándose en 1935.
En el marco de la docencia, en 1932, fue profesor de biología del Liceo San José, de Los Teques, Estado Miranda, y de 1934 a 1935 fue Monitor de Clínica Médica, Monitor de Clínica Obstétrica e Interno del Hospital Vargas, de Caracas.

### Investigación tropical
De regreso en Yaracuy ejerce la medicina tropical junto a Enrique Tejera en el instituto que éste había fundado 10 años antes, tratando enfermedades como la leishmaniasis, tuberculosis, diarreas y parasitosis intestinales y la malaria en los campos del estado.
Estando en llano logra establecer la relación entre la enfermedad, el animal, el hombre y el medio ambiente, todos ellos en inevitable interacción, llevando sus investigaciones a un nivel más interpretativo que incluyó análisis ecológico, epidemiológico y clínico de las patologías estudiadas.
Junto con Arnoldo Gabaldón viajó por Centroamérica en 1938 para seguir el trabajo de la Fundación Rockefeller en Costa Rica y Panamá. Con ese entrenamiento trabajó junto con Gabaldón en el recién creado Instituto de Malariología venezolano, liderizando el esfuerzo de erradicar la fiebre amarilla de Venezuela. En ese puesto fundó junto con Martín Mayer la sección de investigación del Instituto Nacional de Higiene en Caracas. En su recién fundada sección realizó estudios sobre la enfermedad de Chagas, Trypanosoma rangeli, leishmaniasis cutánea y visceral, amibiasis intestinal y hepática, esquistosomiasis, oncocercosis, micosis sistemáticas, malnutrición y animales venenosos.
Posteriormente, en 1939 el Dr Pifano, regresa a Caracas y se desempeña como protozoólogo en el Instituto Nacional de Higiene, trabajando en compañía del Dr. Martín Mayer con quien funda en 1940 la Sección de Investigación. Durante este período (1936-1939) publicó varios trabajos sobre el paludismo, la enfermedad de Chagas, la leishmaniasis cutánea y las serpientes ponzoñosas. Entre ellos se pueden resaltar los siguientes:
- Contribución al estudio de la campaña antiofídica de Venezuela. Boletín del Ministerio de Sanidad y Asistencia Social. I- 2. 1937-1943. 1936.[5]

- La Enfermedad de Chagas en el Estado Yaracuy, Venezuela. Comprobación del primer caso agudo diagnosticado por el examen directo de la sangre. Revista Policlínica Caracas, 39: 653-655.[5]

Durante la dictadura de Marcos Pérez Jiménez firmó un documento elaborado por Arturo Uslar Pietri que le obliga al exilio en México donde cursó estudios en cardiología. Con la caída del dictador venezolano, Pifano regresó a Venezuela y fundó el Instituto de Medicina Tropical  de la UCV y lo dirige por casi 50 años.